# Żagwin zwyczajny

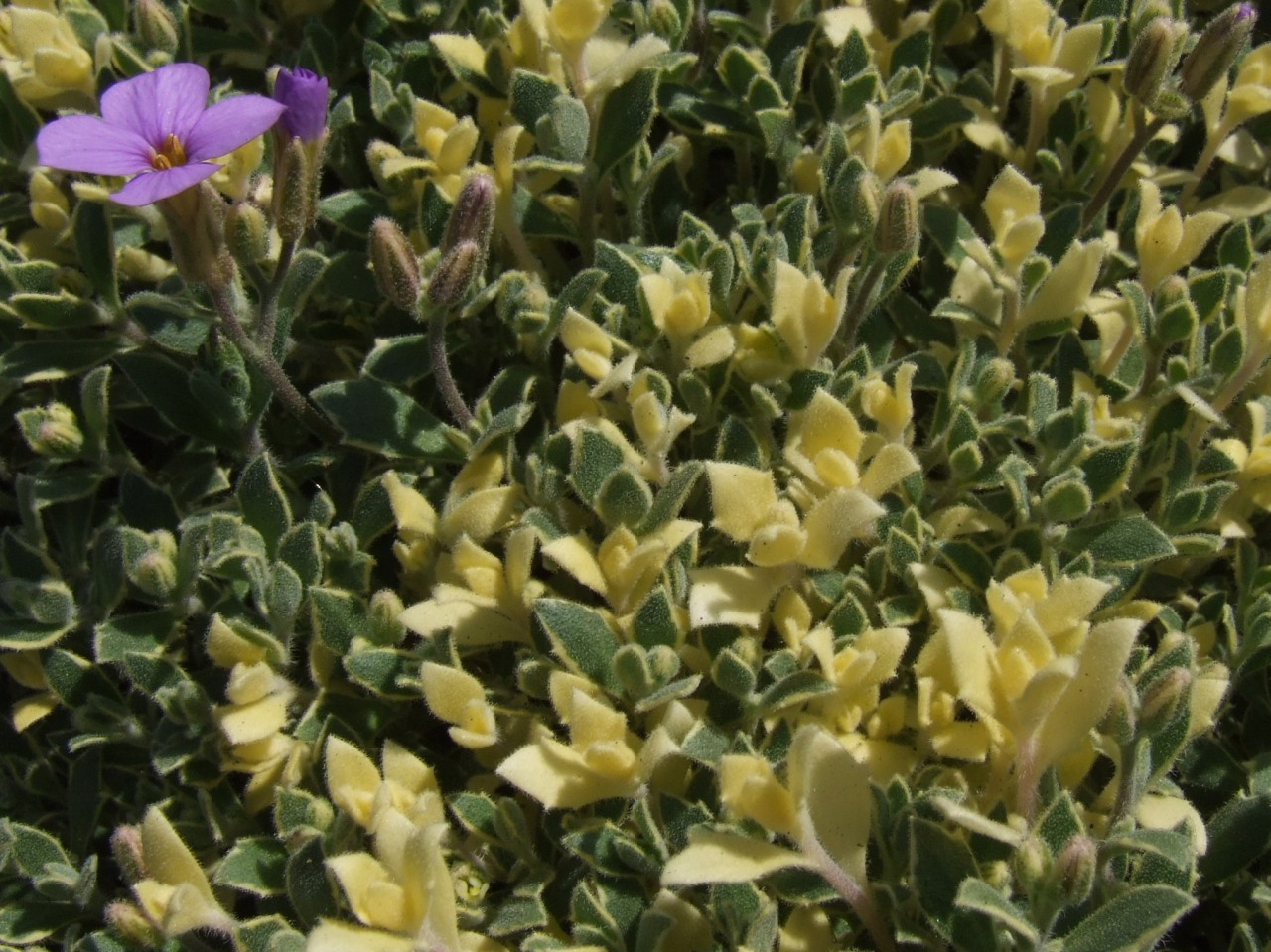
'Argenteovariegata'

Żagwin zwyczajny (Aubrieta deltoidea), nazywany też obrecją zwyczajną – gatunek rośliny z rodziny kapustowatych. Pochodzi z obszaru Turcji oraz południowej Europy (Bułgaria, Jugosławia, Włochy).

## Charakterystyka
PokrójNiska roślina darniowa tworząca szeroko ścielące się i gęste kobierce o wysokości 4–7 cm.
LiściePojedyncze, matowozielone, grubo ząbkowane, owłosione.
KwiatyDrobne, różowo-fioletowe zebrane w krótkie grona. Kwitnie bardzo obficie od kwietnia do czerwca.
Gatunki podobneŻagwin ogrodowy (Aubrieta ×cultirum hort.). Jest to mieszaniec otrzymany przez skrzyżowanie żagwinu zwyczajnego z innymi gatunkami żagwinów.

## Zastosowanie
Jest uprawiany jako roślina ozdobna. Używany jest do obsadzania ogródków skalnych, obsadzania murków i na rabaty. Efektownie wygląda, gdy jego pędy zwisają z głazów lub murów.

## Wybrane odmiany
- 'Variegata' – wolno rosnąca odmiana obiałozielonych liściach i różowo-fioletowych kwiatach.
- 'Argenteovariegata' – wolno rosnąca odmiana o żółtych liściach i jasnofioletowych kwiatach.
- 'Whitewellgem' – kwiaty ciemnopurpurowe, liście szarozielone, wysokość rośliny 10–15 cm.

## Uprawa
- Wymagania. Wystarcza mu przeciętnie żyzna gleba, powinna być średnio wilgotna, przepuszczalna i mieć zasadowy odczyn. Wymaga słonecznego stanowiska. Jest wytrzymały na mróz, często jednak jego pędy uszkadzane są przez zimne wiatry i słońce. Na zimę najlepiej jest przykryć go gałązkami iglaków.
- Rozmnażanie. Rozmnaża się go z sadzonek lub przez podział bryły korzeniowej. Sadzonki pobiera się z krótkopędów po przekwitnięciu rośliny.